# Otto Zeitke
Otto Zeitke (* 27. Oktober 1924 in Wolmirstedt; † 27. Februar 2025 ebenda) war ein deutscher Autor und Ökonom.

## Leben
Otto Zeitke wuchs mit seiner jüngeren Schwester Anneliese (1927–2024) in Wolmirstedt auf, wo er zeitlebens wohnte. Nach seinem Schulabschluss absolvierte er dort eine Ausbildung bei der Kreisverwaltung.
Im Jahr 1942 ging er als Kriegsfreiwilliger zur Marine. Nach dem Ende des Zweiten Weltkrieges geriet er in Kriegsgefangenschaft, aus der er 1946 wieder entlassen wurde. Danach kehrte er nach Wolmirstedt zurück und arbeitete zunächst einige Jahre in der Landwirtschaft. In den 1950er-Jahren absolvierte er ein Studium der Ökonomie, Philosophie und Staatswissenschaften. Danach war er bis zum Eintritt in den Ruhestand beim Rat des Kreises tätig. Er wurde Sekretär vom Rat des Kreises und später dann Vorsitzender der Kreisplankommission. Später war er Leiter der Kreisstelle für Statistik beim Ohrekreis. Er war viele Jahre lang Mitglied der Arbeitsgemeinschaft Junger Autoren (AJA), Leiter des Zirkels schreibender Schüler an den Erweiterten Oberschulen und von 1999 bis 2001 Vorsitzender des Friedrich-Bödecker-Kreis in Sachsen-Anhalt.
In der DDR begann er mit dem Schreiben von Hörspielen (eines wurde in Neue Deutsche Literatur abgedruckt) und einer Kriegserzählung für den Deutschen Militärverlag. Nach der Wiedervereinigung veröffentlichte Zeitke mehr als 20 Sachbücher. Er schrieb in diesem Segment mehrere Bücher, die sich allesamt mit der Stadtgeschichte von Wolmirstedt befassten, wo er später auch zeitweise der älteste Einwohner war. Zu seinen belletristischen Büchern zählt das von 2013 bis 2015 erschienene dreibändige und durch vier Gesellschaftssysteme in Deutschland führende Ohne Umweg. Die Lebensreise des Wilm Rodewind, das unzweifelhafte autobiografische Züge trägt, aber vom Leser nicht als Autobiografie von Zeitke verstanden werden soll.
Otto Zeitke war ab 2018 verwitwet. Er hatte eine Tochter und einen Sohn. Seine letzten Lebensjahre verbrachte er in einem Wolmirstedter Seniorenheim. Zeitke starb am 27. Februar 2025 im Alter von 100 Jahren.

## Publikationen
Nur Gedrucktes. ISBN nicht überall vorhanden bzw. ermittelbar.
- Die letzte Schicht hat nur sechs Stunden. Funkerzählung. Abdruck in: Neue Deutsche Literatur, Heft 5/1968.
- Kennwort Lördag (= Erzählerreihe; Heft 167). Illustrationen: Karl Fischer. Deutscher Militärverlag, Berlin (Ost) 1970.
- mit Werner Schierhorn, Siegfried Schmidt: Darstellungen zur Geschichte der Stadt Wolmirstedt (= Beiträge der Heimatgeschichte des Kreises Wolmirstedt; Nr. 1). Rat des Kreises, Abt. Kultur – Wolmirstedt, Kommission zur Erforschung der Geschichte der örtlichen Arbeiterbewegung des Kreises Wolmirstedt beim Kulturbund der DDR, Wolmirstedt 1984. (Erweiterte Neuauflage als Nr. 2 der Reihe: Rat des Kreises, Abt. Kultur – Wolmirstedt, Kommission zur Erforschung der Geschichte der örtlichen Arbeiterbewegung der Kreisleitung Wolmirstedt der SED, Wolmirstedt 1987.)
- mit Erhard Jahn: Das alte Wolmirstedt. Eine Stadt und ihre Umgebung in alten und seltenen Bildern (= Mittelland-Bücherei; Nr. 4). Heimat- und Kulturverein e.V. (Hrsg.). Dr. Ziethen, Oschersleben 1993, ISBN 3-928703-19-6.
- Straßengesichter meiner Stadt. Geiger-Verlag, Horb am Neckar 1997 (Band 1) und 1998 (Band 2), ISBN 3-89570-260-9 (Band 1) und ISBN 3-89570-377-X (Band 2).
- Weiße Inseln. Lyrische Geschichten. Druckhaus Laun & Grzyb, Wolmirstedt 1997.
- mit Erhard Jahn: Wolmirstedt – Zeitsprünge. Sutton Verlag, Erfurt 2002, ISBN 3-89702-506-X.
- Die Scherbe an der Schnur um den Hals. Drei lyrische Geschichten. Federzeichnungen von Karin Walter. Projekte-Verlag, Halle (Saale) 2003, ISBN 3-931950-89-1.
- Ich fälle eine Sonnenblume. 75 Gedichte durch mein Leben. Docupoint-Verlag, Magdeburg 2005.
- Ohre am Abend. Drei lyrische Geschichten. Docupoint-Verlag, Magdeburg 2005, ISBN 3-938142-50-2.
- Zingster Impressionen. Eine lyrische Geschichte. Erzählungen. Docupoint-Verlag, Magdeburg 2006, ISBN 3-939665-14-2.
- Begegnungen am Fluss. Gespräche, Gedanken, Beobachtungen, Reflektionen. Docupoint-Verlag, Magdeburg 2006, ISBN 978-3-939665-49-6.
- In Ufernähe. Sieben Geschichten. Docupoint-Verlag, Magdeburg 2006, ISBN 978-3-86912-001-0.
- mit Wilfried Lübeck: 1000 Jahre Walmerstidi – Wolmirstedt. 1009–2009. Druckhaus, Köthen 2009.
- Wolkenbriefe für Johanna (= Docupoint Belletristik). Docupoint-Verlag, Barleben 2010, ISBN 978-3-86912-032-4.
- Ohne Umweg. Die Lebensreise des Wilm Rodewind. Erzählung (= Docupoint Belletristik). Docupoint-Verlag, Barleben 2013 (Band 1), 2014 (Band 2) und 2015 (Band 3), ISBN 978-3-86912-080-5 (Band 1), ISBN 978-3-86912-093-5 (Band 2) und ISBN 978-3-86912-208-3 (Band 3).